# Cuisine basque

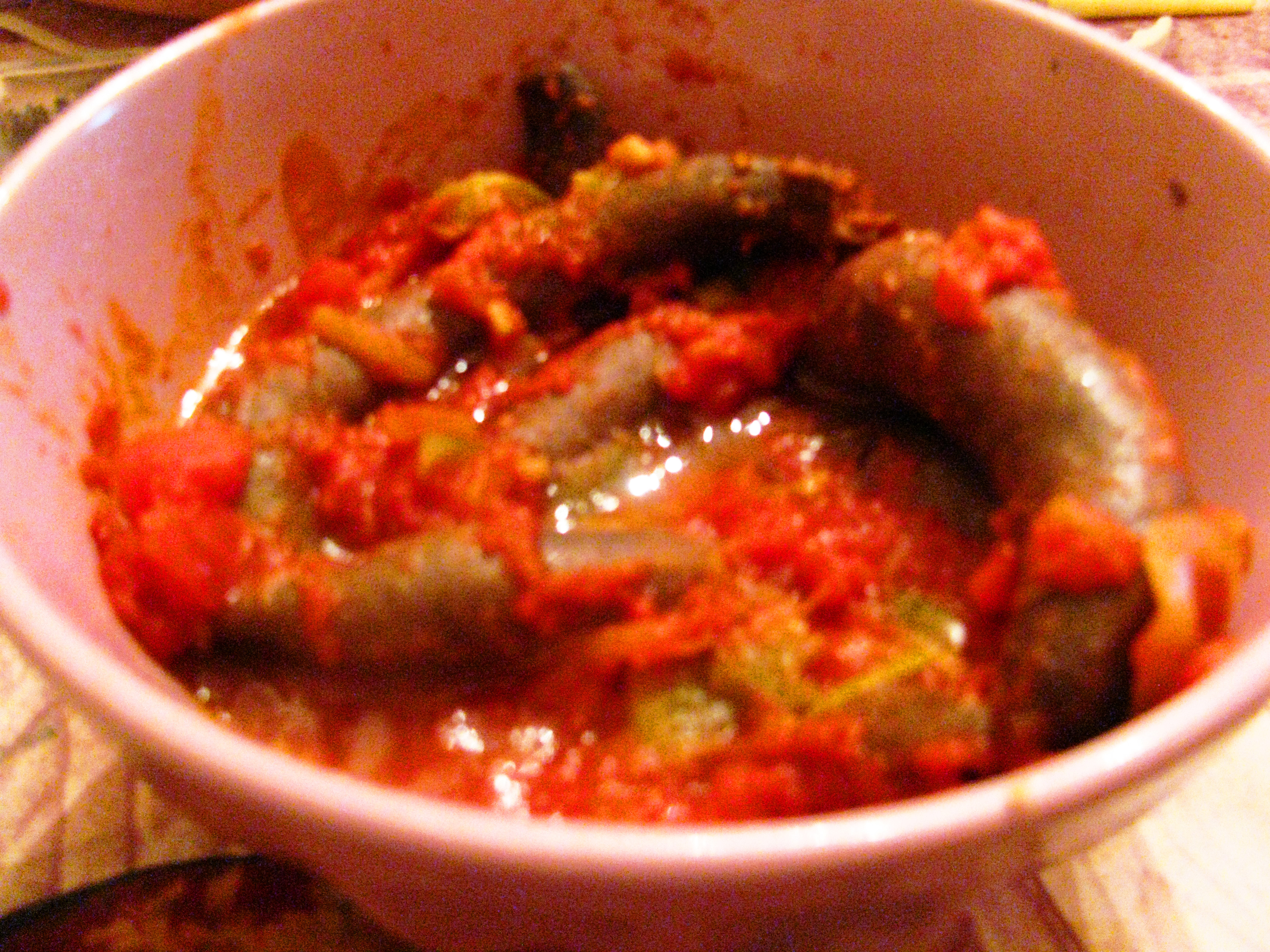
Tripotx : boudin de mouton à la piperade.

La cuisine basque est une cuisine dont les plats sont préparés avec des produits du Pays basque issus de l'océan, des montagnes et de ses vallées. Avec une agriculture traditionnelle faite de petites exploitations, un climat et une géographie propice, le Pays basque dispose d'un large éventail de produits du terroir.
La cuisine basque est reconnue en France et en Espagne pour sa qualité et son raffinement. Cependant, des influences gasconnes et béarnaises se font sentir du côté de la France, tandis qu'au sud, on retrouve des influences espagnoles avec l'huile d'olive, la tomate et les poivrons, ainsi que l'utilisation de la plancha.

## Fruits de mer

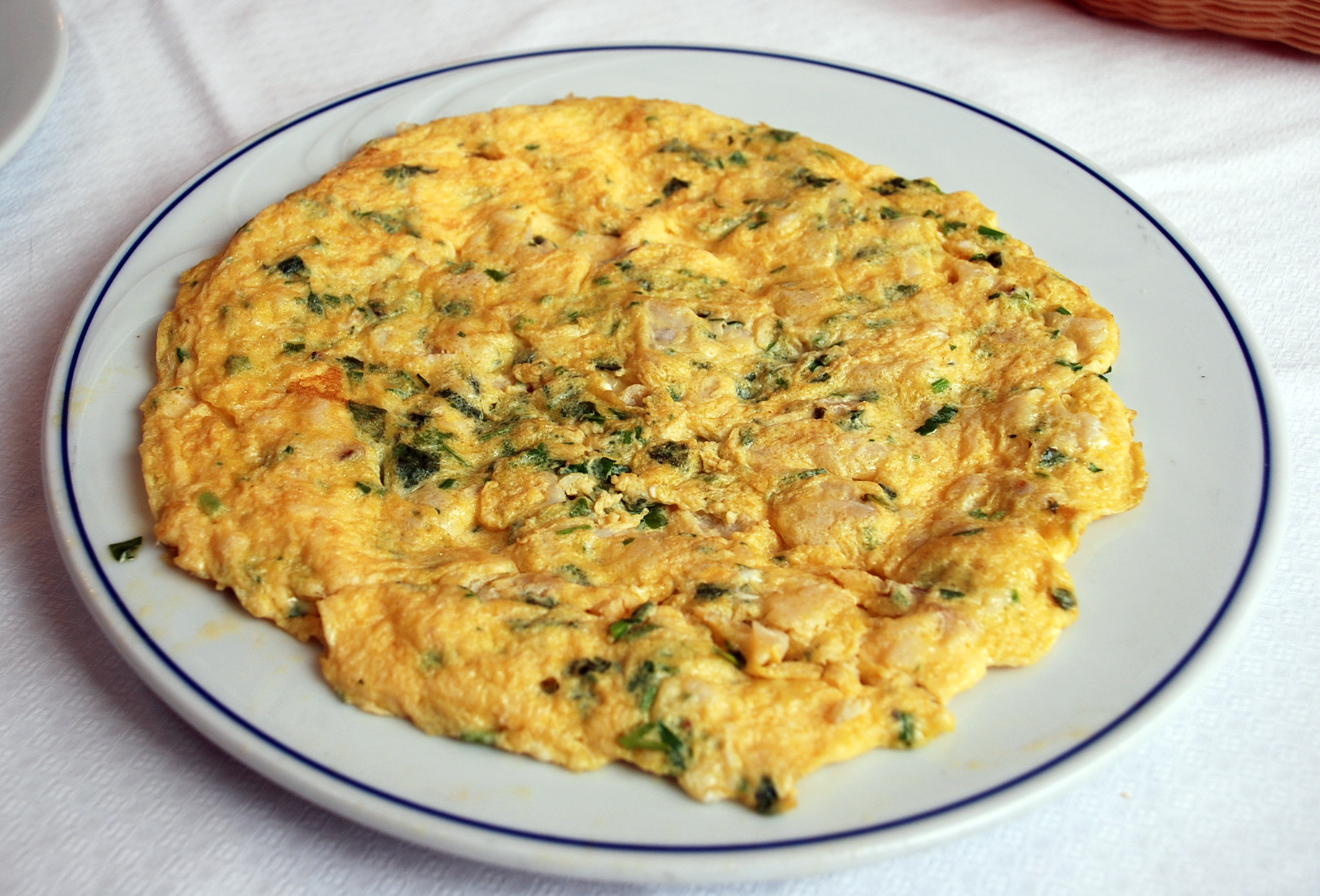
Omelette de merlu.

Grâce à sa pêche traditionnelle, on trouve sur les marchés du Pays basque une très grande variété de produits de la mer : araignées de mer, louvines, crabes, daurades (dont la daurade d'Oiartzun), anchois, homards, langoustines, merlu koxkera (servi avec des asperges, des petits pois, des moules, des palourdes et des œufs durs), morue (cuisinée à la biscayenne, avec des tomates et des poivrons), moules, pibales, saumon de l'Adour, sardines, et thon rouge (il est frit et généralement servi avec une piperade).
Parmi les autres recettes du genre :
- l'ajoarriero est une morue à la biscayenne, salée et cuite dans l'huile d'olive avec de l'ail et des piments.
- le begi haundi est à base de calamars ;
- les chipirons à la luzienne : les chipirons sont des sorte d'encornets, cuisinés avec leur encre ou simplement à la plancha, spécialité de Saint-Jean-de-Luz). Ils sont accompagnés d'oignons, de tomates, de poivrons et de riz cuisinés à part ;
- les chipirones ;
- le koskotxak est du merlu cuit avec des légumes ;
- le marmitako : thon en petits morceaux, piments, tomates, ail, oignons et pommes de terre en dés ;
- le thon kaskarote : thon avec des tomates, poivrons, oignons et piments ;
- le ttoro est une spécialité de Saint-Jean-de-Luz. C'est une soupe de poissons avec des morceaux de merlu et de lotte, de langoustines, de moules, d'ail et d'oignons. À l'origine, le ttoro était une soupe que préparaient les marins pêcheurs basques à bord de leurs bateaux, lors de la pêche à la morue ;
- le txangurro est une araignée de mer (ou crabe-araignée) farcie d’oignons, poireaux et carottes.

## Viandes

### Porc

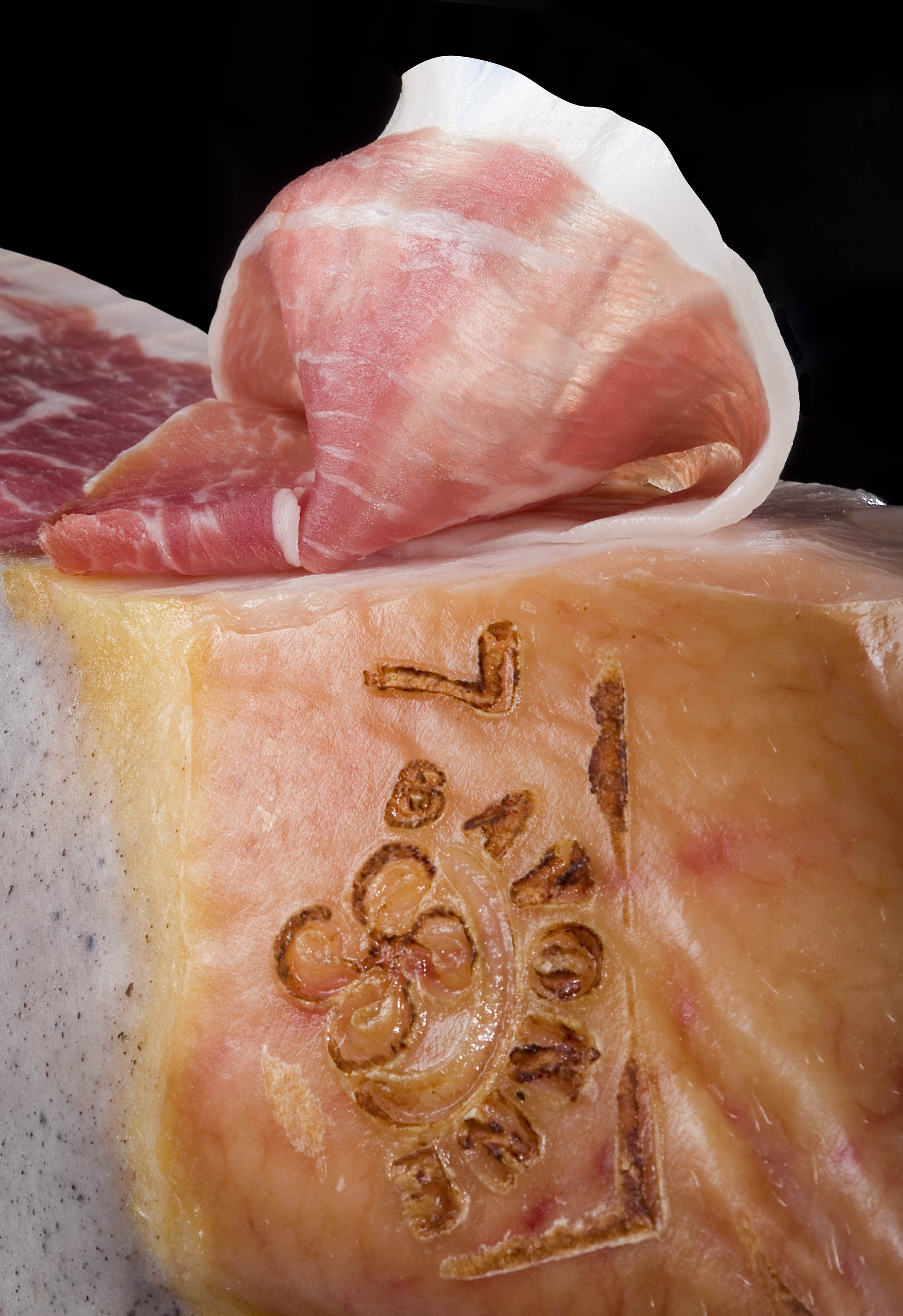
Jambon de Bayonne.

Avec l'agneau, le porc est la viande la plus consommée au Pays basque. Le porc, et en particulier le pie noir ou cochon-pie, n'a été introduit dans le Pays basque que dans les années 1960 pour faire face à une grave crise agricole. Les porcs sont élevés en semi-liberté et sont nourris de glands, de châtaignes, de racines et de maïs[réf. nécessaire].
Le jambon de Bayonne, un jambon dit de Bayonne, est, contrairement aux idées reçues et à son nom, un jambon béarnais, fabriqué à partir de porcs des vallées d'Ossau et d'Aspe. Ce jambon était historiquement salé à Salies-de-Béarn, puis exporté via l'Adour depuis le port de Bayonne, d'où l'appellation abusive « jambon de Bayonne » qui perdure encore. Aujourd'hui, l'essentiel du jambon de Bayonne est fabriqué dans le Béarn. La salaison est faite à Salies-de-Béarn. On frotte le jambon de sel sept fois pendant quinze jours, puis on le met à sécher, suspendu entre sept et douze mois. Pour savoir s’il est prêt, on le pique avec une pointe en os[réf. nécessaire]. Le foehn, vent sec de cette région, permet lors du séchage de faire pénétrer le sel à l'intérieur du jambon. En outre, l'appartenance de Bayonne au Pays basque plutôt qu'à la Gascogne reste discutée. Le jambon de Bayonne a obtenu la reconnaissance de l’Indication géographique protégée (IGP) ; l’IGP garantit que le jambon est produit dans le bassin de l’Adour[réf. nécessaire].
Il existe d'autres plats à partir de porc comme la ventrèche (xingar ou « chingarre »), une poitrine séchée et pimentée. Les chichons sont une sorte de rillons. La txistorra (ou xistorra) : charcuterie très fine et longue, agrémentée avec du pimiento morrón, qui se mange en friture ou en barbecue. La lukinke est une saucisse sèche. La tripota est un boudin basque garni en surabondance d’oignons.

### Agneau
Avec le porc, l'agneau est la viande la plus consommée au Pays basque. Dans le Pays basque du sud, l'agneau est servi avec de la piperade[réf. nécessaire]. Le zikiro est un agneau découpé en quartiers, grillé avec des haricots blancs, du vinaigre, de l’ail et des piments. Il est importé par les marins basques, le zikiro est une forme de méchoui où un quart d'agneau est cuit à la mode indienne[réf. nécessaire].

### Volailles

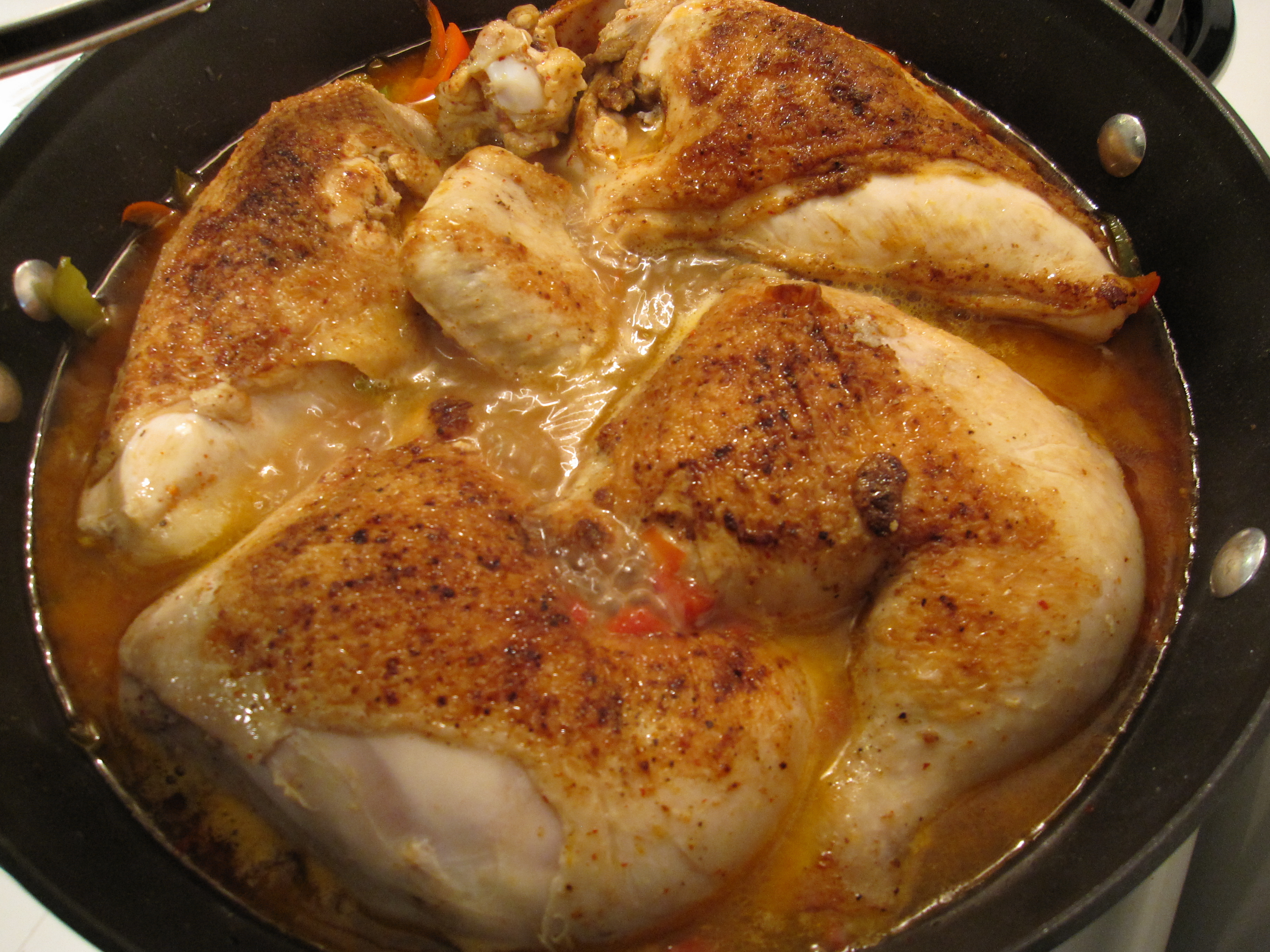
Poulet à la basquaise.

Le poulet est soit consommé à la basquaise, c'est-à-dire avec de la piperade[réf. nécessaire], soit à la bayonnaise.

### Bœuf et veau
L'axoa est un ragoût de veau avec du piment. La pantxeta est un boudin de veau.

### Autres viandes
Le tripotxa est un petit boudin principalement réalisé avec du mouton. Il est parfois associé au veau. Dans les deux cas, il peut se servir avec une piperade.

## Plats et produits typiques

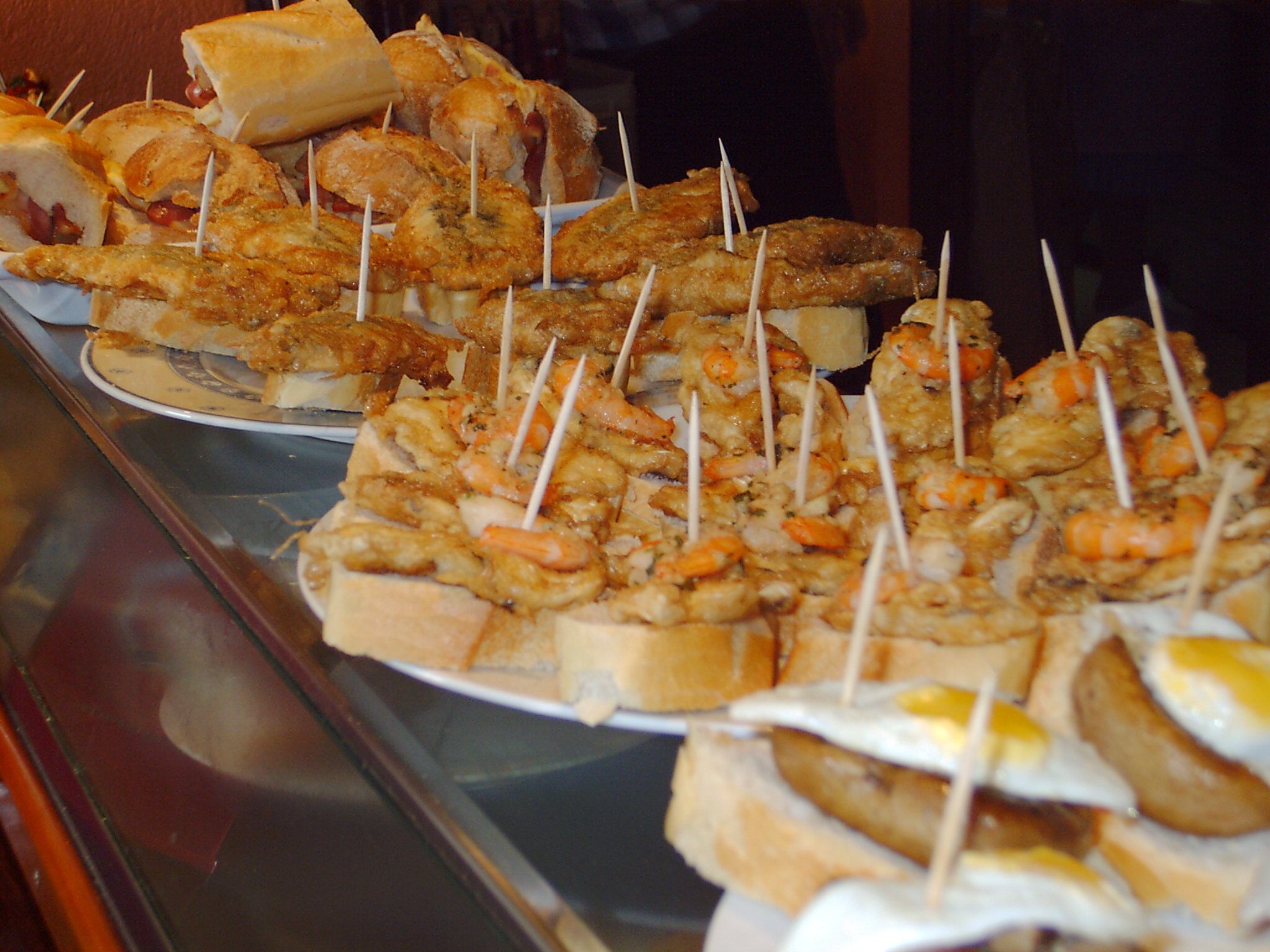
Brochettes du vieux port de Bermeo.

Parmi les plats typiques, on peut compter la piperade, une compote de tomates, de piments et d'oignons. Le taloa est une galette de farine de maïs qui ressemble à une fajita. Le riz Gaxuxa est une variante de la paella. Les pintxos ou tapas basques sont de petites portions de nourriture généralement consommées à l'apéritif, véritable moment de socialisation au Pays basque. Du jambon de Bayonne ou de la salade de pommes de terre sur une fine tranche de pain frais, des croquettes de fromage, avec ou sans jambon, des pimentos (piments rouges) fourrés, des dés de tortilla (omelette aux pommes de terre). Dans les bars de Saint-Sébastien (San Sebastián), comme dans tout le Pays basque, on rivalise d’ingéniosité pour créer les meilleurs pintxos et gagner les différents concours[réf. nécessaire].

## Épices
Le piment d'Espelette a été importé d’Amérique par Juan Sebastián Elcano, originaire de Getaria, qui ramena les vaisseaux de Magellan. On compte douze espèces dont le goût varie avec le degré de maturité du piment.
Parmi les autres épices, on compte le pimiento morrón et le pimiento del piquillo, un petit poivron rouge triangulaire qu'on fait cuire au four et qu'on met en conserve. Par sa forme et sa taille, il est idéal à farcir.

## Fromages
Le fromage basque est un fromage de brebis frais au lait cru ; il se consomme frais ou secs. Les bergers disent que la variété de l'herbe des champs en montagne donne un goût particulier à chacun des fromages. Trois appellations contrôlées distinguent les fromages basques : l’ossau-iraty, le roncal et l’urbasa (avec l'appellation idiazabal)[réf. nécessaire].
L'Ardi-Gasna ou Navarreardi gazta est un fromage à pâte mi-dure au lait cru entier de brebis, souvent accompagné de confiture de cerises noires. Il se fabrique, traditionnellement, dans l’etxola (borde ou petite métairie). Le lait de brebis est filtré dans un drap puis versé dans un chaudron à 30 °C. On y ajoute de la présure. Après la coagulation du lait, on obtient le caillé qu’on brise avec un fouet en houx. On met à réchauffer et on façonne une masse plus ou moins homogène. On place cette masse sur un plateau de bois avec un moule. On presse la masse pour enlever le petit-lait restant. On desserre le moule et on place le fromage dans une pièce fraîche (Navarregasnategia) pendant 4 à 5 mois. Pendant 3 semaines, il est retourné et salé[réf. nécessaire].

## Desserts et sucreries
Le Pays basque est réputé pour ses nombreux desserts. Le biskotx (ou gâteau basque) est le dessert le plus connu. Il se compose de deux cercles de pâte brisée scellés, fourrés de confiture de cerise noire. Le fourrage à la crème pâtissière est plus récent. Il serait originaire de Cambo-les-Bains et daterait de la première moitié du XIXe siècle. Une pâtissière émérite, Marianne Irigoyen, vendait ses bixkotxak aux baigneurs venus profiter de la douceur de Cambo[réf. nécessaire]. Le churro est également connu dans le pays.
La gaztanbera ou mamia est du lait de brebis caillé présenté dans un petit pot, généralement consommé en dessert avec du miel ou des fruits secs. L'intxaursaltsa, elle, est une soupe crémeuse sucrée aux noix. Le kanouga est un caramel tendre et fondant au chocolat, créé en 1905 par le fondateur de la maison Pariès, Jacques Damestoy. Certains sont au chocolat et noisettes ou à la chantilly parfumée au café.
Les muxu (mouchou ou musu, du mot basque musu « baiser ») sont des friandises moelleuses à base d'amandes, accolées deux par deux, exclusivement créées et vendues par la maison Pariès. La pettanmamia est un plat à base de pommes coupées en quartiers, cuites avec du caillé et de la confiture de cerises noires. Le touron est importé des Pays catalans ou d'origine biscayenne : barre opaque artisanale aux fruits secs, qui se coupe en morceaux et se mange à Noël. Selon le type, il s'agit d'amandes ou noisettes, entières ou pilées, avec du miel et parfois un blanc d'œuf ; le mélange ne contient ni colorants ni conservateurs. La mamia est faite à base de lait de brebis.
La Navarre a son lot de pâtisserie comme les galettes au chanchigorri, les garrapiñadas et ses délices (fruits entourés de chocolat).
Le chocolat a été introduit en Europe par les Espagnols après la conquête de l'Amérique. En Espagne, il se consommait comme boisson, comme en Amérique. Par la suite, on a ajouté du sucre. Aujourd'hui encore on boit du chocolat chaud mélangé dans un peu de lait. Il est arrivé à Bayonne au XVIIe siècle, importé par les Juifs portugais pourchassés par l’Inquisition,. D'autres [Qui ?] avancent la date de 1761[réf. nécessaire]. Il est fabriqué de façon artisanale, surtout en Pays Basque nord (ou Iparralde).

## Alcools

### Vins

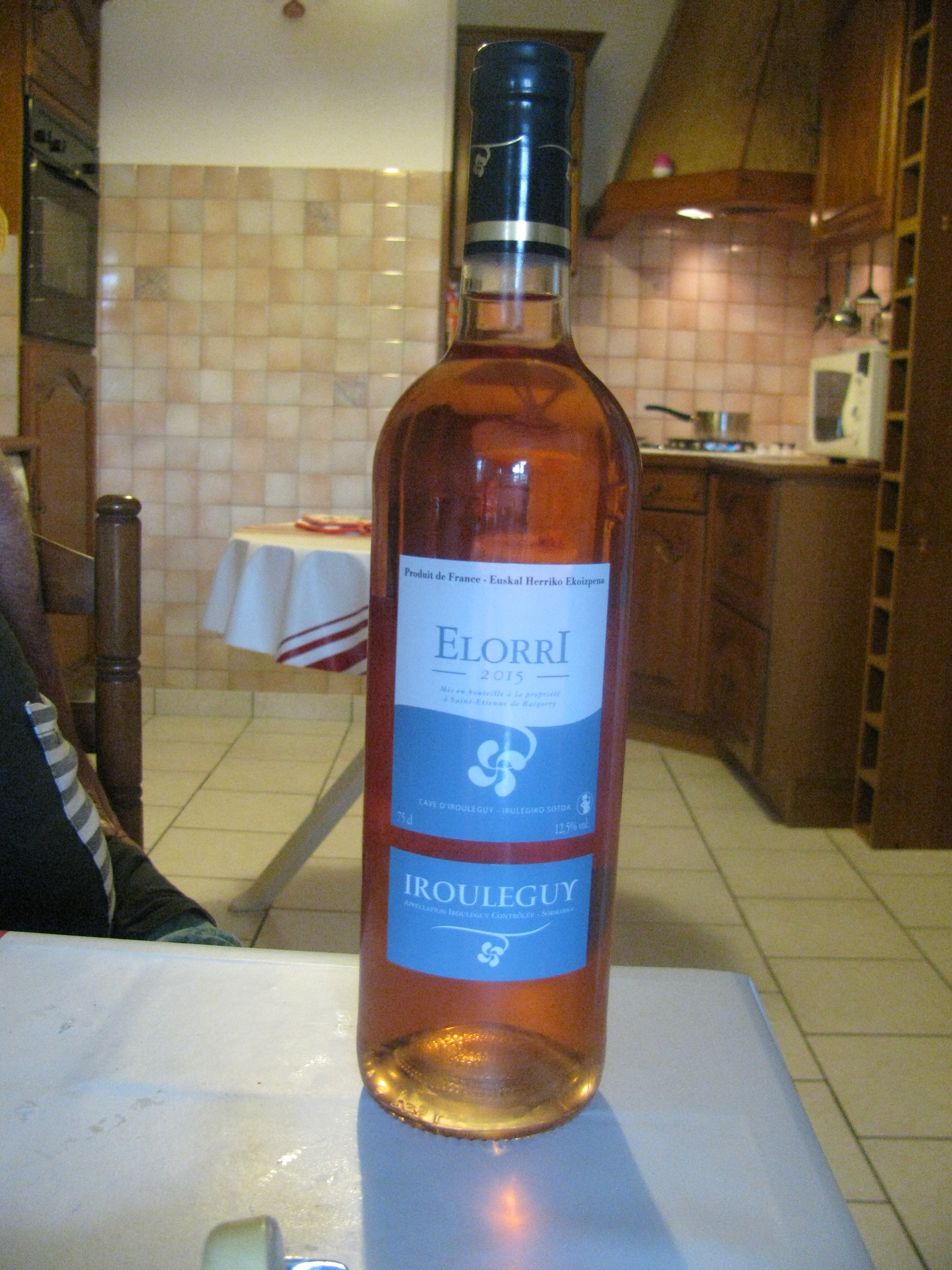
AOC Irouléguy rosé Elorri.

Les vins basques (ou arnoa) ont été introduits par les Romains. Quatre appellations d'origine existent au XXIe siècle dans le Pays basque. L'AOC irouléguy au Pays basque nord (autour de la ville bas-navarraise d'Irouléguy). Au XIIIe siècle, les moines de Roncevaux possédaient leur propre vignoble. Au XVIIe siècle, conséquence du traité des Pyrénées, une frontière vint séparer cette partie de la Navarre du monastère lui-même ; les moines durent quitter leurs vignes. Les familles locales s’empressèrent de les reprendre et s’attachèrent à développer cette production dans la vallée des Aldudes. Il reçoit l'AOC. En 1954, il couvre 183 ha pour une production de 4 000 hectolitres. Les vignes en terrasse appartiennent aux paysans locaux. En autre version, c'est un vin de cinq cépages sur les bords de la Nive, autour d'Ispoure introduit par les moines au XIe siècle[réf. nécessaire].
La Denominación de Origen (DO) (Getariako Txakolina), vins blancs produits autour de Getaria, dans la province du Guipuscoa. Le Txakoli est un vin blanc (ou hondarrabi zuri) et un vin rouge (ou hondarrabi beltza) léger et fruité produit sur des terrains de calcaires près de Bakio et Saint-Sébastien.
La Denominación de Origen Calificada Rioja (DOC), produite également dans la province d'Alava (Rioja Alavesa) et en Navarre. La Rioja est un vin fruité produit dans le sud de l'Alava et en Navarre ; il est le plus connu et le plus réputé pour sa qualité, en rouge, blanc et rosé. Le cépage tempranillo offre une saveur fruitée particulière.
La DO Navarra, vins rouges, blancs et rosés produits au sud de la Navarre. Le Navarra est un vin rosé fruité et parfois particulièrement corsé, un vin blanc ou vin rouge produit au sud de la Navarre. Il se divise en 5 sous-appellations : Le Valdizarbe, le Tierra Estella, le Baja Montaña, le Ribeja Alta et Baja.

### Liqueurs
Nombreux sont les spiritueux produits au Pays basque. En 1835, Joseph Gratteau invente la liqueur izarra à base d’armagnac et d’une vingtaine de plantes des Pyrénées et de l’Orient. Elle se présente sous deux formes : de couleur jaune, à prédominance d’amandes amères, titrant 40° ; et de couleur verte, à prédominance de menthe poivrée, titrant 48°.
On compte aussi la patxaka, une liqueur anisée de pomme et le patxaran (ou anis rouge des Navarrais), une liqueur de prunelles sauvages à base d’Anis vert, de couleur rouge carmin-violet.

### Cidre

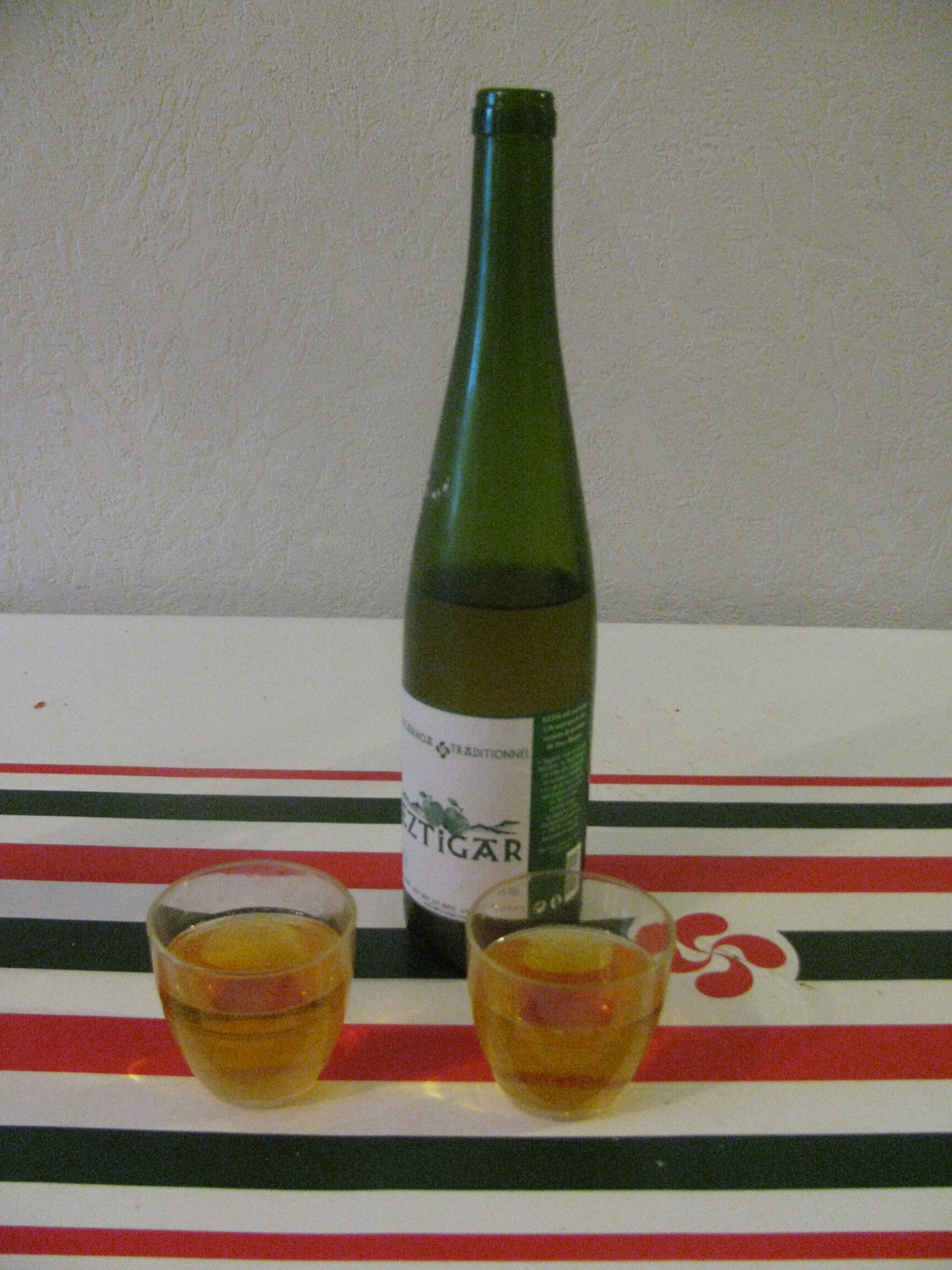
Bouteille traditionnelle de cidre basque.

La boisson fermentée de pomme (sagardoa ou sagarnoa, littéralement « vin de pomme ») est fabriquée depuis l'Antiquité, en Biscaye. Elle est aujourd'hui produite principalement au Guipuscoa avec des pommes acides à 50 %, amères à 30 % et douces. Vers la mi-janvier, les Basques se livrent au rituel du txotx où un petit et long jet de cidre (sagarno) sort des immenses barriques. Longtemps, le sagardoa fut une boisson artisanale populaire avant d'être délaissée, mais un renouveau et un véritable engouement populaire attirent aujourd'hui les familles vers les cidreries, surtout durant les dégustations des mois de janvier à mai.
Les marins du Pays basque le firent découvrir aux marins normands. Le sydre aurait été introduit en Normandie au VIe siècle depuis la Biscaye par des navigateurs dieppois[réf. nécessaire]. Dès 1189 apparaît dans le Labourd le premier règlement écrit sur les pommeraies, suivi par d'autres documents, ordonnances et décrets royaux de Navarre (principale province basque) sur les pommiers et le cidre[réf. nécessaire].

## Nouvelle cuisine basque
Les chefs basques des années 1970 et 1980, encouragés par le mouvement français de la nouvelle cuisine, ont créé une nouvelle cuisine basque : basée sur la cuisine traditionnelle mais créant des plats plus légers et plus modernes. Juan Mari Arzak de Saint-Sébastien est devenu le premier chef de la génération ayant popularisé la haute cuisine du Pays basque à l'Espagne. Ainsi, le Pays Basque est devenu le lieu le plus étoilé au Guide Michelin,. En 2018, 37 restaurants du Pays basque ont remporté des étoiles Michelin.

## Galerie

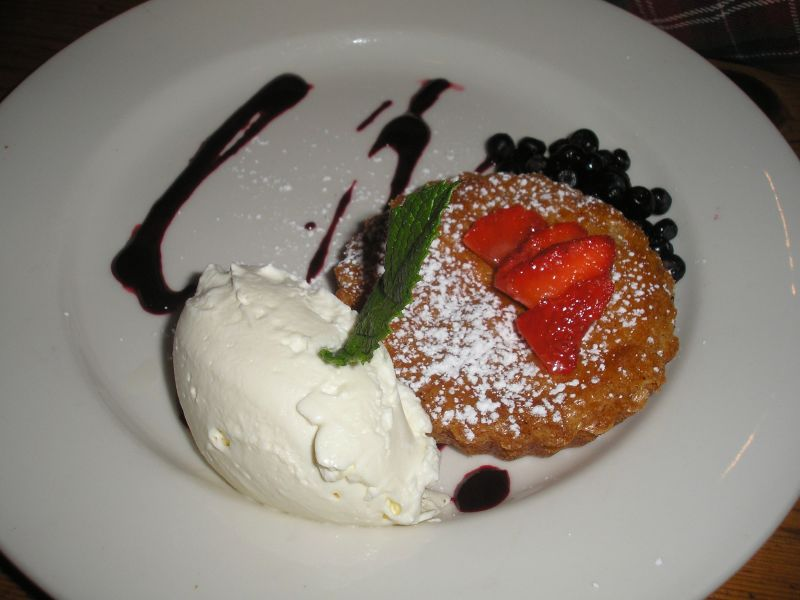
Gâteau basque ou pastiza.
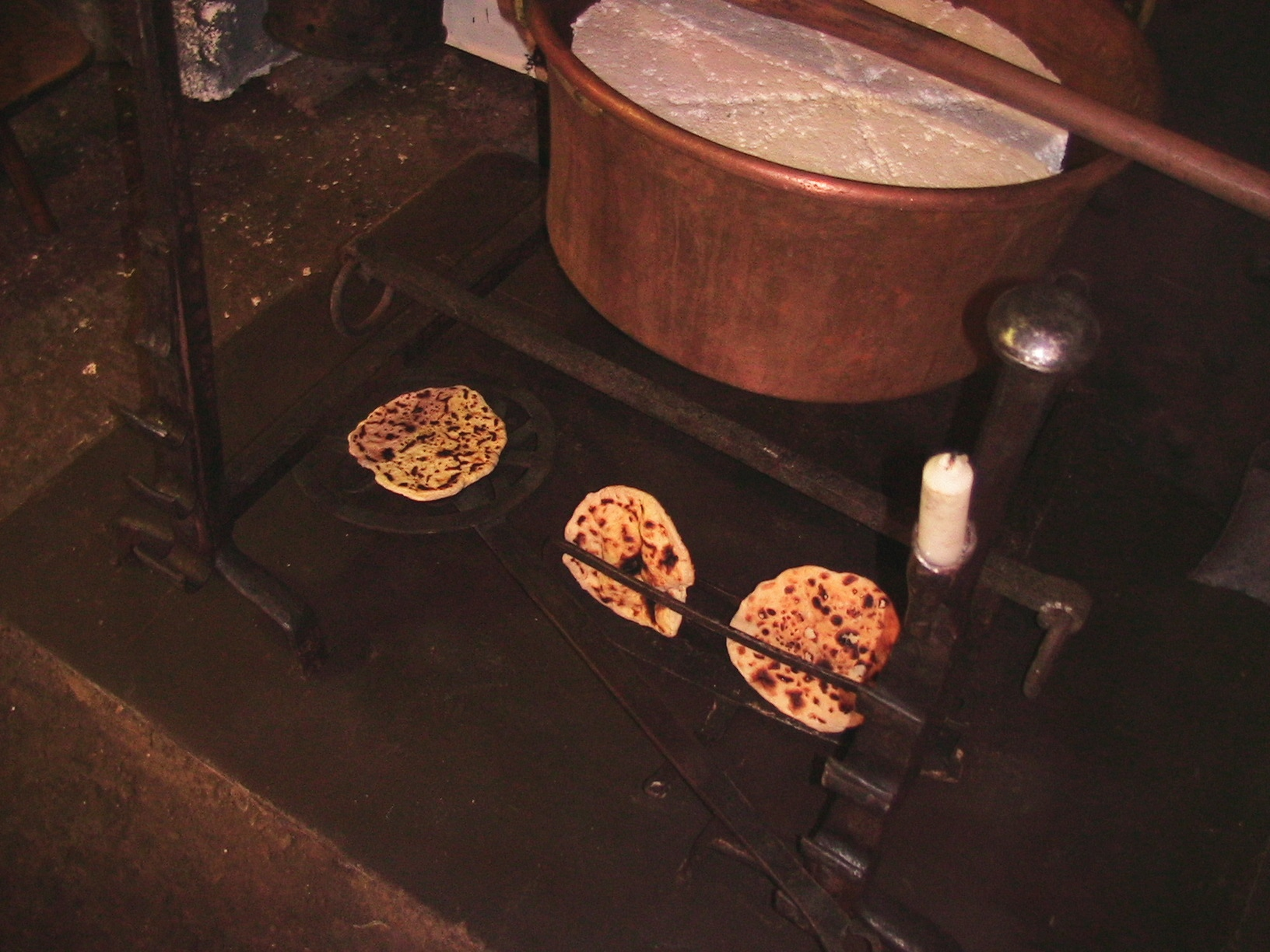
Talo, galette de farine de maïs.
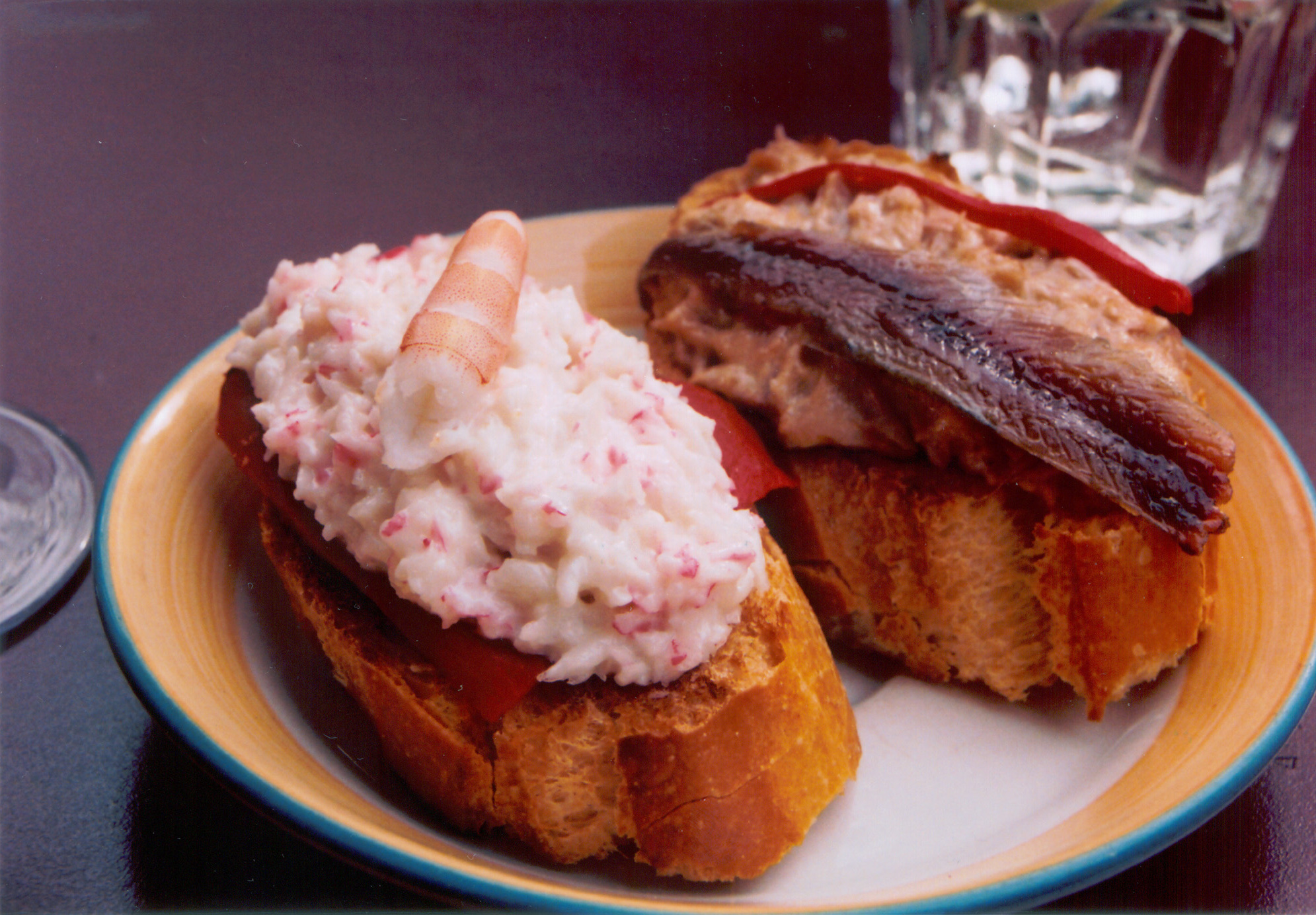
Pintxos au thon.
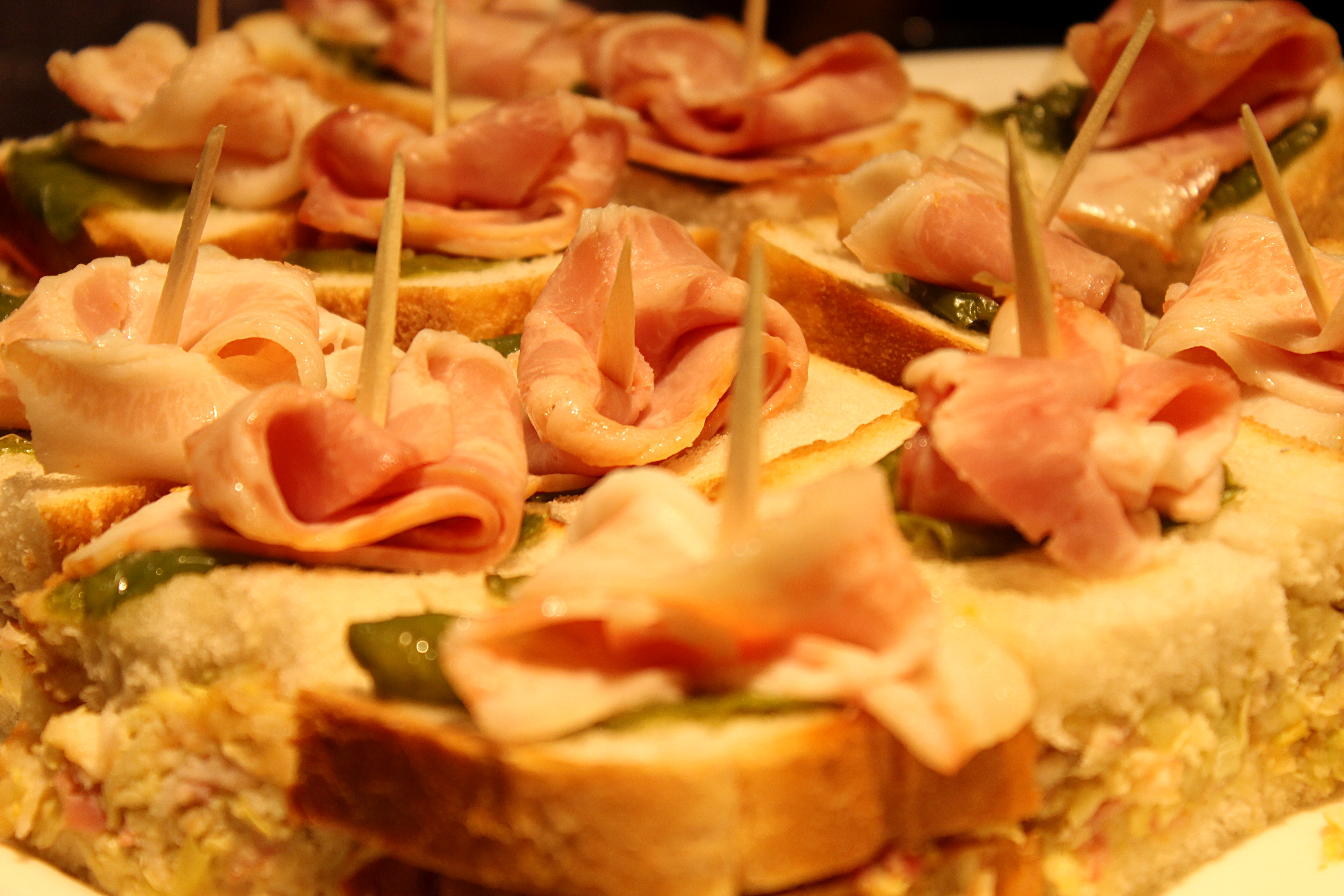
Pintxos au jambon.
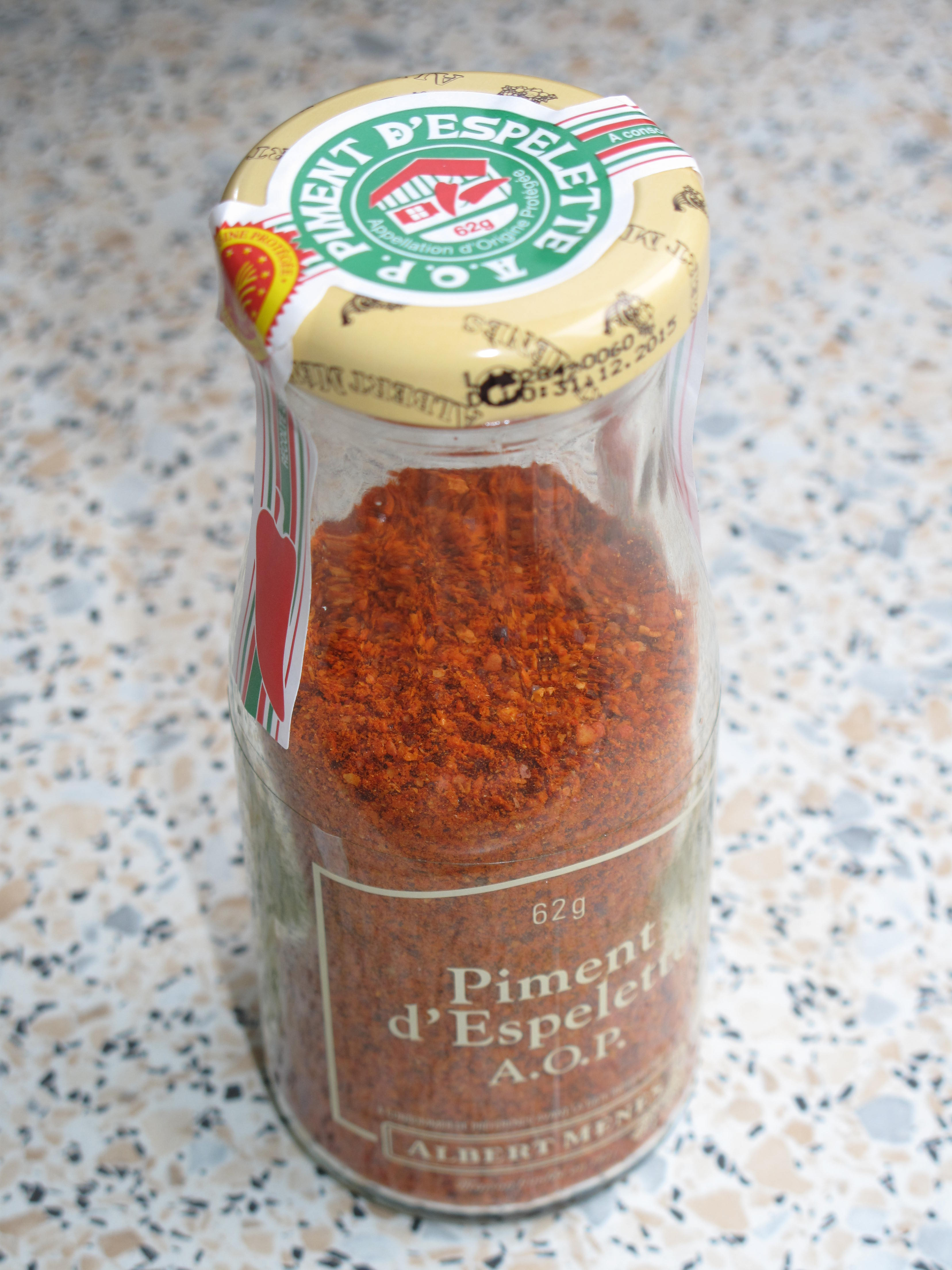
Poudre de piment d'Espelette.
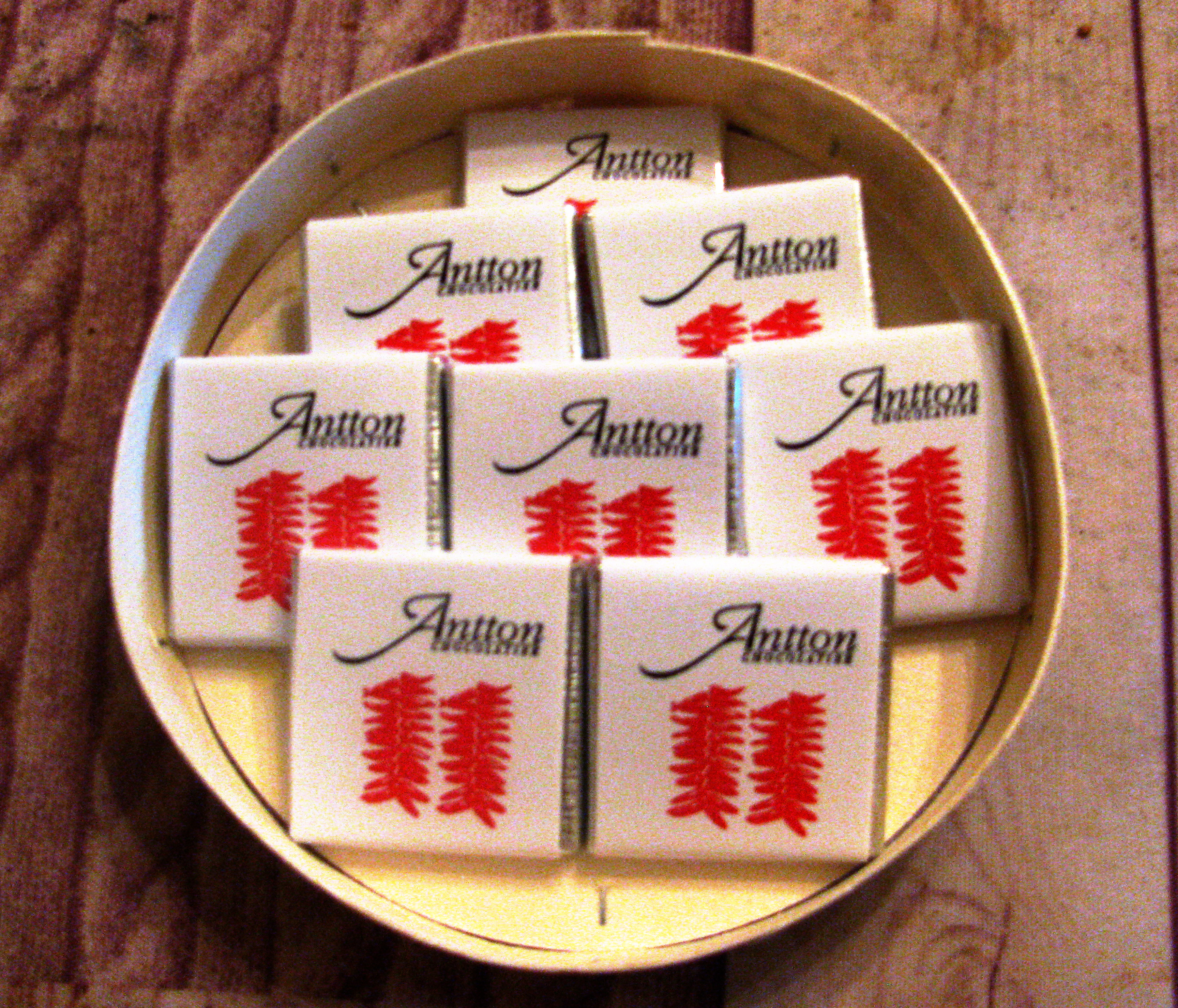
Chocolat au piment d'Espelette.
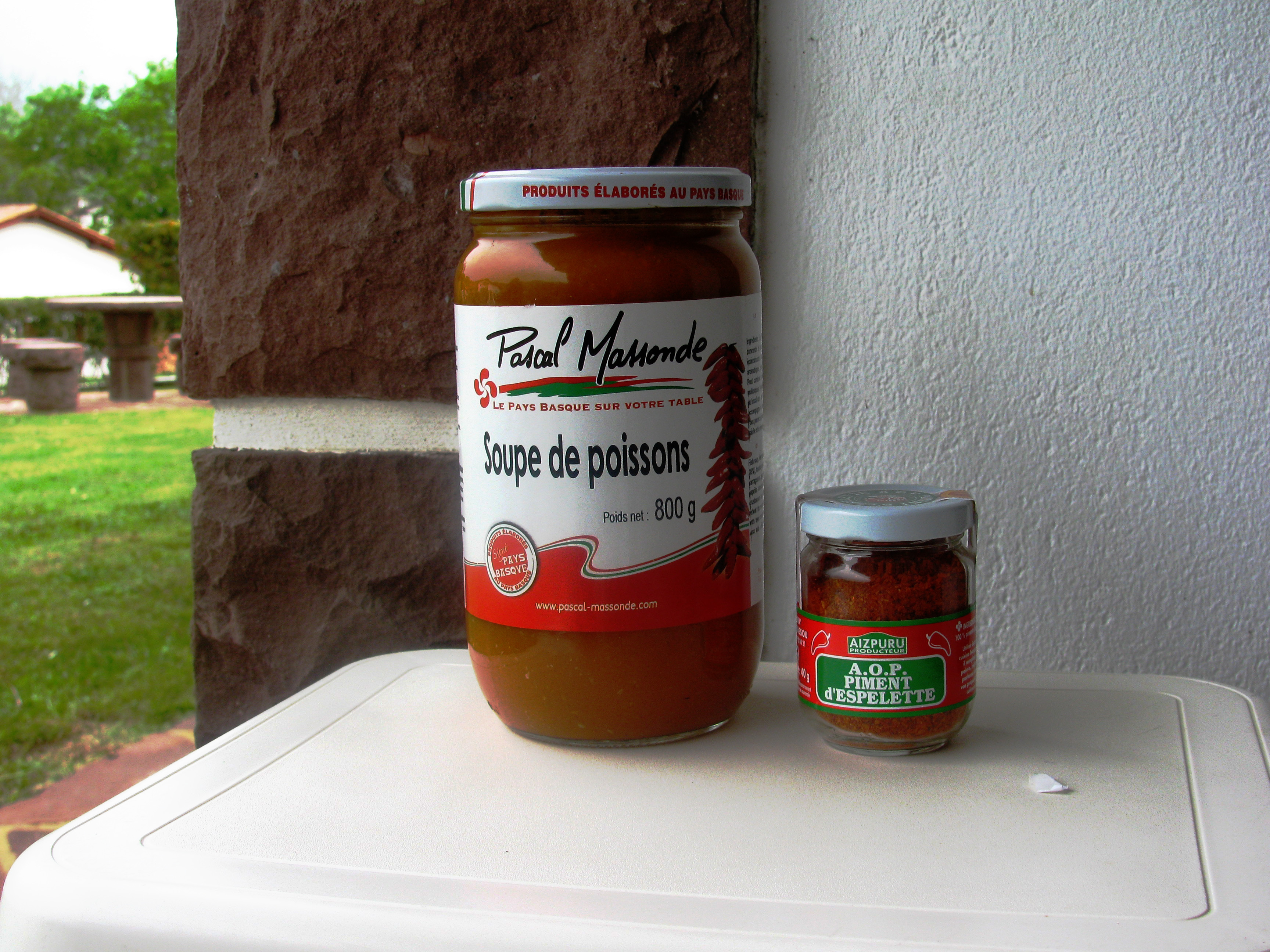
Ttoro au piment d'Espelette.
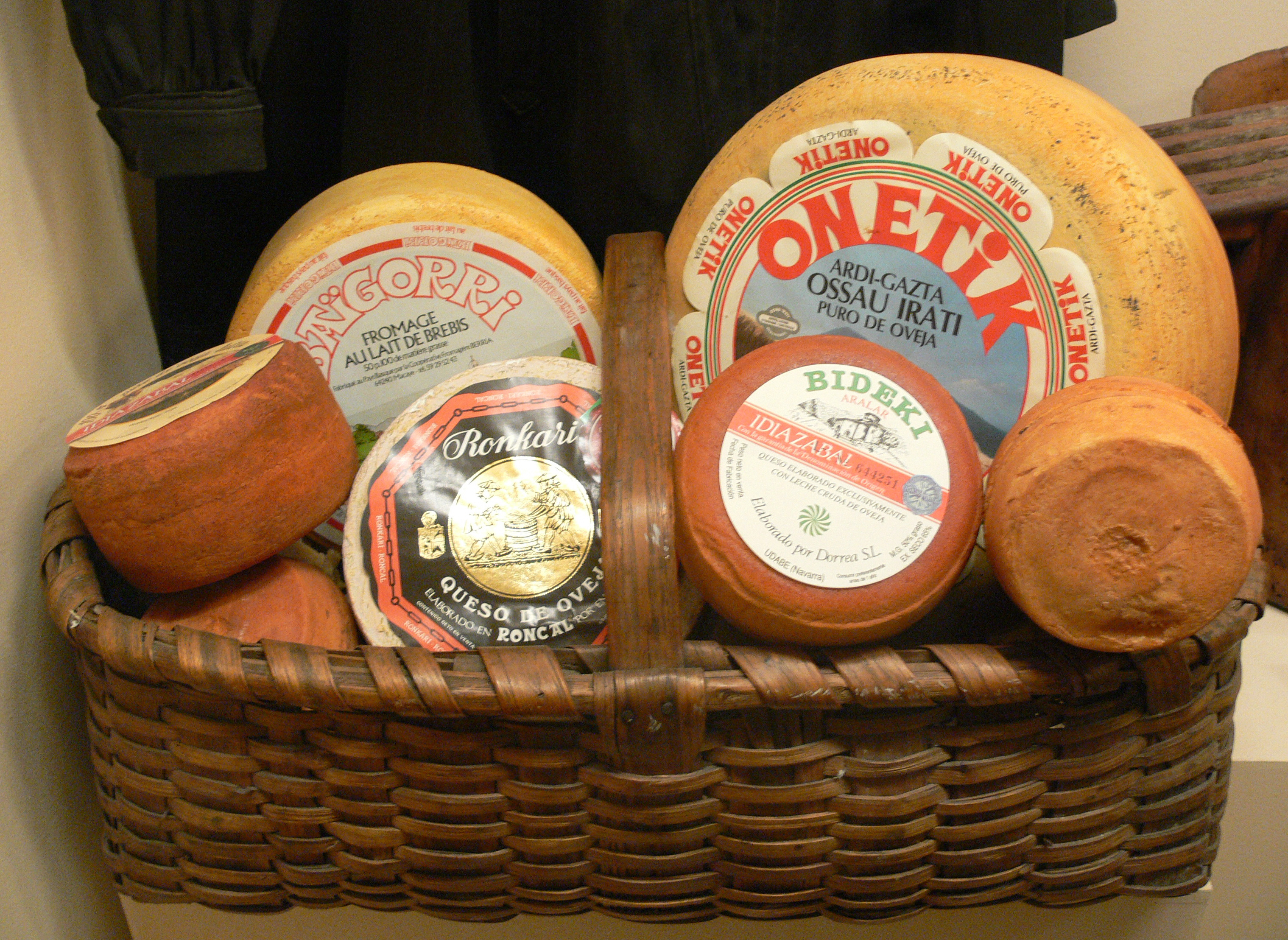
Fromages basques.
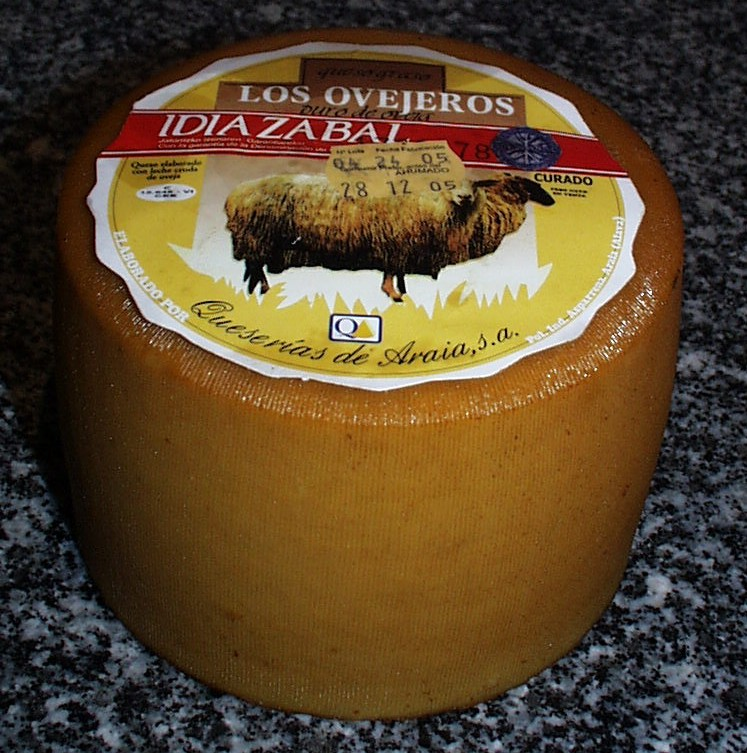
Fromage Idiazabal (fumé).